# Halichaetonotus margaretae
Halichaetonotus margaretae is een buikharige uit de familie Chaetonotidae. Het dier komt uit het geslacht Halichaetonotus. Halichaetonotus margaretae werd in 1992 voor het eerst wetenschappelijk beschreven door Hummon, Balsamo & Todaro. 